# Fobos (mitologia)
Fobos, o Fobo (in greco antico: Φόβος?, Phobos), era una figura della mitologia greca.

## Mito
Figlio di Ares, dio della guerra, e di Afrodite, dea della bellezza, era la personificazione della paura (dal greco antico φοβία?, fobia) e fratello di Deimos, il terrore causato dalla guerra. Era anche fratello di Eros, Anteros, Imeros e Armonia.

## Culto
Il suo tempio maggiore si trovava a Sparta: i Lacedemoni pregavano nel luogo religioso prima di scendere in battaglia.
Secondo Plutarco, in tale santuario trovò rifugio l'efore Agileo, quando nel 227 a.C. sfuggì dai sicari di re Cleomene III.
Plutarco riferisce anche, nella Vita di Alessandro, che Alessandro Magno, alla vigilia della battaglia di Gaugamela contro il re persiano Dario, fece sacrifici a questo dio.
Sugli scudi dei guerrieri erano talvolta raffigurate le "immagini" di Fobos e quelle della Gorgone.

## Dediche
Quando, nel 1877, Asaph Hall scoprì le lune di Marte, le chiamò Fobos e Deimos.